# Otto Paul Hermann Diels
Otto Paul Hermann Diels (Hamburgo, 23 de janeiro de 1876 — Quiel, 7 de março de 1954) foi um químico alemão.
Conjuntamente com Kurt Alder, foi agraciado com o Nobel de Química de 1950 devido à sua descoberta e desenvolvimento da síntese de dienos.

## Carreira profissional
Imediatamente após se formar na Universidade de Berlim, ele foi convidado a trabalhar no Instituto de Química da escola. Ele avançou rapidamente na hierarquia da escola, terminando como chefe de departamento em 1913.

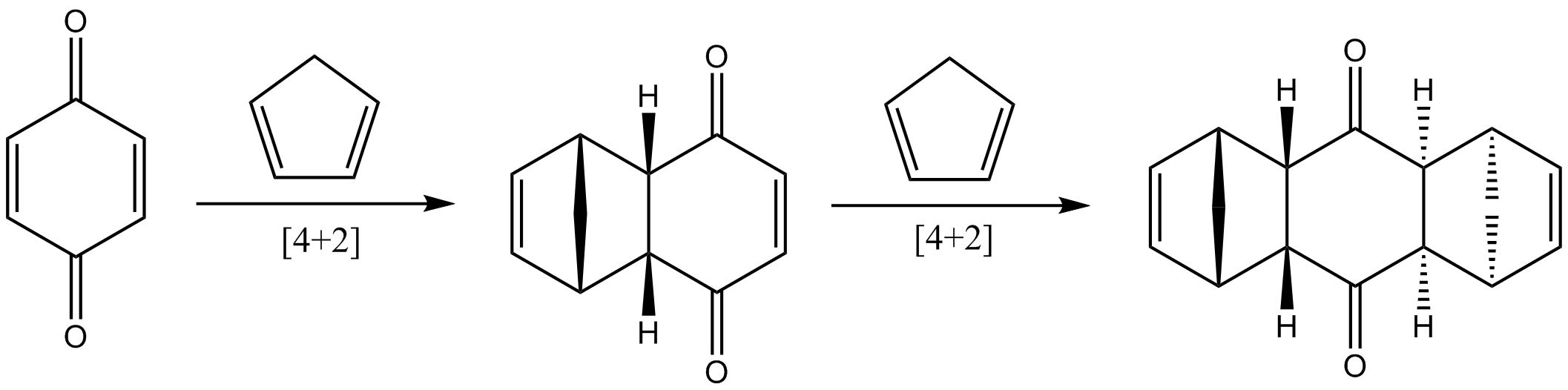
A reação descoberta por Diels e Alder em 1928

Ele permaneceu na Universidade de Berlim até 1915, quando aceitou um cargo na Universidade de Quiel, onde permaneceu até sua aposentadoria em 1945. Foi durante seu tempo em Quiel, onde trabalhou com Kurt Alder desenvolvendo a reação de Diels-Alder, pela qual eles receberam o Prêmio Nobel de Química em 1950.  Seu trabalho com Alder desenvolveu um método sintético que permite a síntese de compostos cíclicos insaturados. Este trabalho foi importante na produção de borracha sintética e compostos plásticos.